# T. Millet Hand

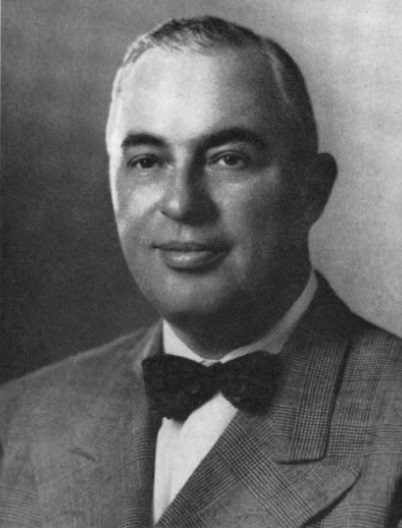
T. Millet Hand

Thomas Millet Hand (* 7. Juli 1902 in Cape May, New Jersey; † 26. Dezember 1956 in Cold Spring, New Jersey) war ein US-amerikanischer Politiker. Zwischen 1945 und 1956 vertrat er den Bundesstaat New Jersey im US-Repräsentantenhaus.

## Werdegang
T. Millet Hand besuchte die öffentlichen Schulen seiner Heimat. Nach einem anschließenden Jurastudium an der Dickinson School of Law in Carlisle (Pennsylvania) und seiner 1924 erfolgten Zulassung als Rechtsanwalt begann er in Cape May in diesem Beruf zu arbeiten. Zwischen 1924 und 1928 war er beim Kreisrat im Cape May County angestellt. Danach war er von 1928 bis 1933 im selben Bezirk als Staatsanwalt tätig. Gleichzeitig begann er als Mitglied der Demokratischen Partei eine politische Laufbahn. Zwischen 1937 und 1944 war Hand Bürgermeister von Cape May. Von 1940 bis zu seinem Tod fungierte er als Herausgeber der Zeitung „Cape May Star and Wave“. Hand wurde auch Teilhaber der in der Immobilienbranche und auf dem Versicherungsgebiet tätigen Firma Mecray-Hand Co.
Bei den Kongresswahlen des Jahres 1944 wurde er im zweiten Wahlbezirk von New Jersey in das US-Repräsentantenhaus in Washington, D.C. gewählt, wo er am 3. Januar 1945 die Nachfolge von Elmer H. Wene antrat. Nach fünf Wiederwahlen konnte er bis zu seinem Tod am 26. Dezember 1956 im Kongress verbleiben. In diese Zeit fielen das Ende des Zweiten Weltkrieges und der Beginn des Kalten Krieges sowie der Koreakrieg und der Anfang der Bürgerrechtsbewegung. Im Jahr 1951 wurde der 22. Verfassungszusatz ratifiziert. Millet Hand war im November 1956 in seinem Mandat bestätigt worden, konnte die neue Legislaturperiode am 3. Januar 1957 aber wegen seines Todes nicht mehr antreten. Nach einer Nachwahl fiel sein Sitz an Milton W. Glenn.